# ارین پوپویچ
ارین پوپویچ (به انگلیسی: Erin Popovich) (زادهٔ ۲۹ ژوئن ۱۹۸۵) شناگر اهل ایالات متحده آمریکا است.